# تیرسین
تیرسین (به عربی: تیرسین) یک شهرداری در الجزایر است که در استان سعیده واقع شده‌است.